# 山东耳蕨
山东耳蕨（学名：Polystichum shandongense）为鳞毛蕨科耳蕨属下的一个种。

## 扩展阅读
- 維基物種上的相關：山东耳蕨